# Stazione di Maccagno
Stazione di Maccagno vasútállomás Olaszországban, Lombardia régióban, Maccagno településen.

## Vasútvonalak
Az állomást az alábbi vasútvonalak érintik:
- Cadenazzo–Luino-vasútvonal

## Kapcsolódó állomások
A vasútállomáshoz az alábbi állomások vannak a legközelebb:
- Stazione di Pino-Tronzano
- Stazione di Colmegna